# Museo Histórico de Ciencias Físicas (Universidad Nacional Mayor de San Marcos)
El Museo Histórico de Ciencias Físicas de la Universidad Nacional Mayor de San Marcos (siglas: MHCF-UNMSM) fue creado el 11 de noviembre de 1986 con el objetivo de exhibir las piezas que formaban parte del gabinete de física que anteriormente se ubicaba en la Casona de la Universidad de San Marcos. El actual Museo Histórico de Ciencias Físicas está conformado por cuatro áreas: el área de óptica y física moderna, el área de mecánica de sólidos y fluidos, el área de calor y ondas, y el área de electricidad y magnetismo. La finalidad actual del museo es promover esta disciplina, así como también dar a conocer instrumentos que tiempo atrás permitieron realizar experimentos en esta área de investigación. El museo se ubica en el tercer piso del pabellón de la Facultad de Ciencias Físicas de la universidad, en la "Ciudad Universitaria".
Siendo el único museo en su tipo en el Perú, el MHCF tiene una función especial en la divulgación de la física a toda la población nacional e internacional. Esto supone un reto gigantesco que el museo está dispuesto a afrontar apoyándose en sus más de 35 años de experiencia y el gran número de exposiciones realizadas tanto en sus instalaciones como en eventos nacionales e internacionales, representando a la Facultad de Ciencias Físicas y a la Universidad de Nacional Mayor de San Marcos.
De esta manera, MHCF busca que en cada exposición los visitantes descubran y entiendan el importante papel que la física desempeña en nuestra sociedad.

## Historia

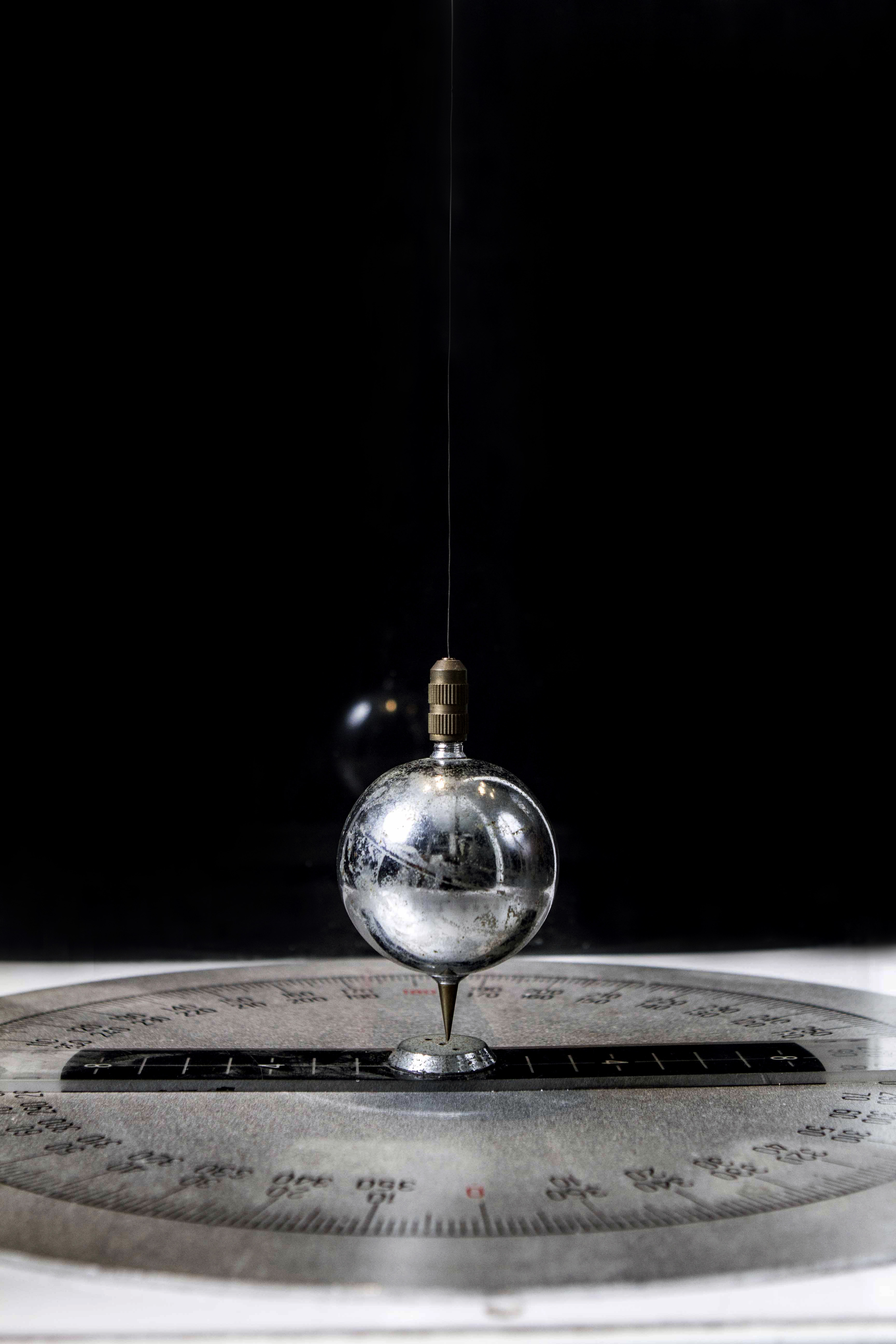
Péndulo de Foucault en el área de mecánica, calor y ondas.

El Museo Histórico de Ciencias Físicas (MHCF) se constituyó el 11 de noviembre de 1986, con equipos del antiguo gabinete de física de la ya no existente Facultad de Ciencias, la cual se encontraba en la Casona de San Marcos. Parte de estos equipos se encontraban desde la Guerra del Pacífico almacenados de tal forma que no pudieran ser sustraidos durante la llamada defensa de lima o Campaña de Lima donde la UNMSM participó con su Rector, Decanos y Estudiantes. Es entonces que su traslado a la Ciudad Universitaria generó que diversos estudiantes de la facultad, en forma organizada, se encarguen de rehabilitar, calibrar y volver a poner en funcionamiento los valiosos instrumentos rescatados. En este mismo año se nombra como primer director general a Mario Ríos y a Ladislao Cuellar como asesor del proyecto de creación del museo con el objetivo de masificar el entendimiento del desarrollo y aplicación histórica de la ciencia.  
Desde hace más de 35 años, el MHCF viene desarrollando actividades de divulgación dirigido a jóvenes estudiantes y personas interesadas en conocer las leyes fundamentales que rigen nuestra naturaleza. De esta manera, con el fin de promover e impulsar el desarrollo del saber científico a un nivel básico e intermedio además de mostrarle al nuestro país la importancia de los avances científicos en el lugar, además de los campos actuales de aplicación que se vienen llevando a cabo. 
El MHCF se caracteriza por realizar exposiciones teóricas y demostraciones experimentales de las leyes físicas, principios y aplicaciones prácticas en la vida cotidiana.
Todo lo anteriormente mencionado converge en un solo objetivo: desarrollar una metodología experimental y dinámica que ayude a promover e incentivar la creatividad, ingenio e interés por las ciencias en general, ayudando de esta manera al desarrollo científico y tecnológico de nuestro país.
El actual Museo Histórico de Ciencias Físicas, está conformado por cuatro áreas aperturadas al público las cuales fueron habilitados durante la rehabilitación y reinauguración del museo.

## Organización
El Museo Histórico de Ciencias Físicas cuenta actualmente con la siguiente organización:
- Coordinador General: Mauricio Mere
- Subcoordinadora General: Alejandra Asparrin
- Coordinador del área de Mecánica Calor y Ondas: Joseph Luna
- Coordinador del área de Óptica y Física Moderna: Víctor Ramirez
- Coordinador del área de Electricidad y Magnetismo: Fausto Antinori
- Coordinadora del área Digital: Yessica Escobar

## Miembros Históricos del MHCF

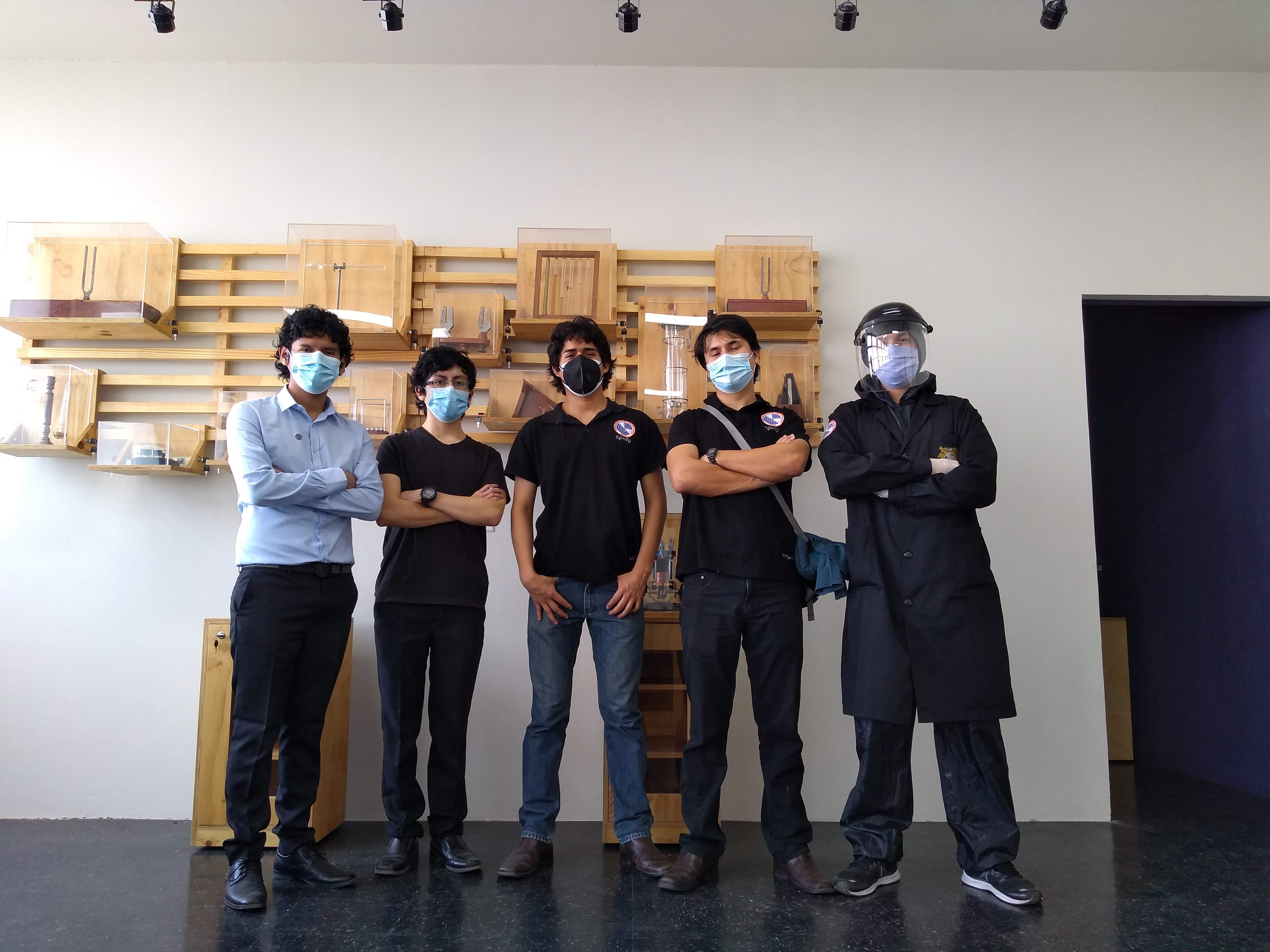
Miembros del Museo Histórico de Ciencias Físicas en la Reinauguración del 2020, foto tomada durante la pandemia COVID19 del siglo XXI

Mario Ríos: Director fundador del museo histórico de ciencias físicas, estudío física en la UNMSM. Perdió lamentablemente la vida durante la pandemia del siglo XXI por Covid19.

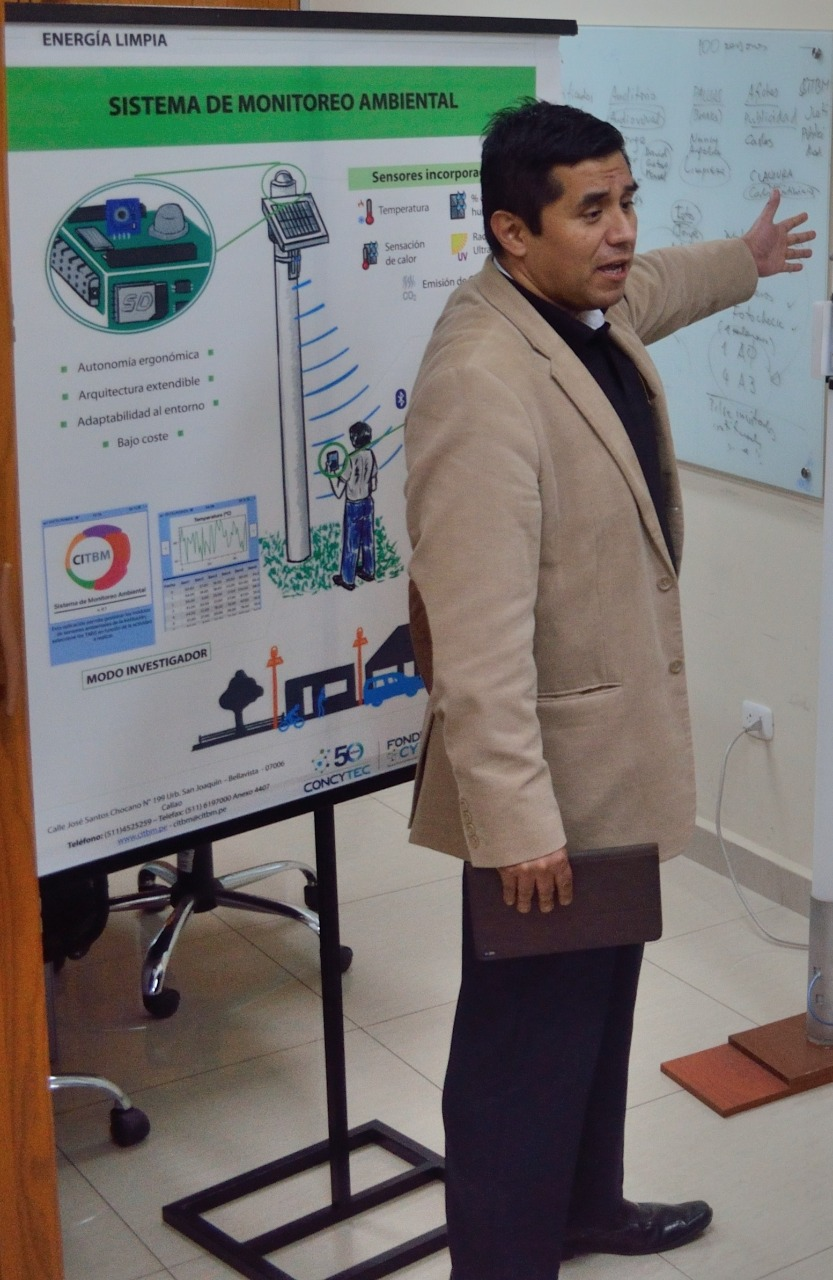
Dr. Juan José Torres Vega realizando una ponencia de sus ideas científicas.

- Ladislao Cuellar: Investigador filósofo, fue el asesor durante la fundación del museo, resalta su libro de "Prevocacionales de Ciencias Físicas" donde mostró por primera vez el proyecto de formalizar al MHCF con lo que serían los primeros miembros del mismo.

- Juan José Torres Vega: Investigador científico con óptimos logros en áreas de física del estado sólido y física molecular, fue un ex Director del MHCF que durante su gestión reunió la información pertinente para organizar cada área del museo, además de fijar el logo que actualmente conocemos. Lamentablemente pierde la vida durante una investigación que realizaba en medio de la pandemia del siglo XXI por Covid19.

- Justiniano Quispe: Investigador científico en mención al área de física del estado sólido, ex Coordinador del MHCF y actualmente asesor del museo. Forjo las bases de un reglamento auténtico que regiría para todos los miembros del MHCF, además de poner oficialmente los ojos del país en el museo.

- Dennis Diaz: Investigador científico en mención al área de física del estado sólido y ex Director del MHCF. Realizó las primeras difusiones de ciencia certificadas del MHCF, llevándolo a participar al Perú ConCiencia de CONCYTEC. Además se realizaron remodelamientos en las instalaciones del museo.

- Manuel Torres: Investigador científico en mención al área de física del estado sólido y ex Director del MHCF. Durante su coordinación se realizaron bastas divulgaciones de ciencia a distintos entidades educativas nacionales e internacionales, presentó el proyecto de restauración y remodelación del museo, además de lograr una primera etapa de la reestructuración del museo, cambio de muebles y inventariado de nuevas piezas históricas halladas.

- Christian Lexequias: Investigador científico en mención al área de física de energía nuclear y biofísica. Ex Director del MHCF, desarrolló parte de la primera y actual etapa de restauración y remodelación del museo durante la pandemia por Covid19, llevó al museo a participar en los eventos de EUREKA-CONCYTEC, también sostuvo la presentación del museo durante las capacitaciones en ciencia desarrolladas por el Minedu.

## Colecciones

### Área de Mecánica, Calor y Ondas

#### Mecánica de sólidos y fluidos

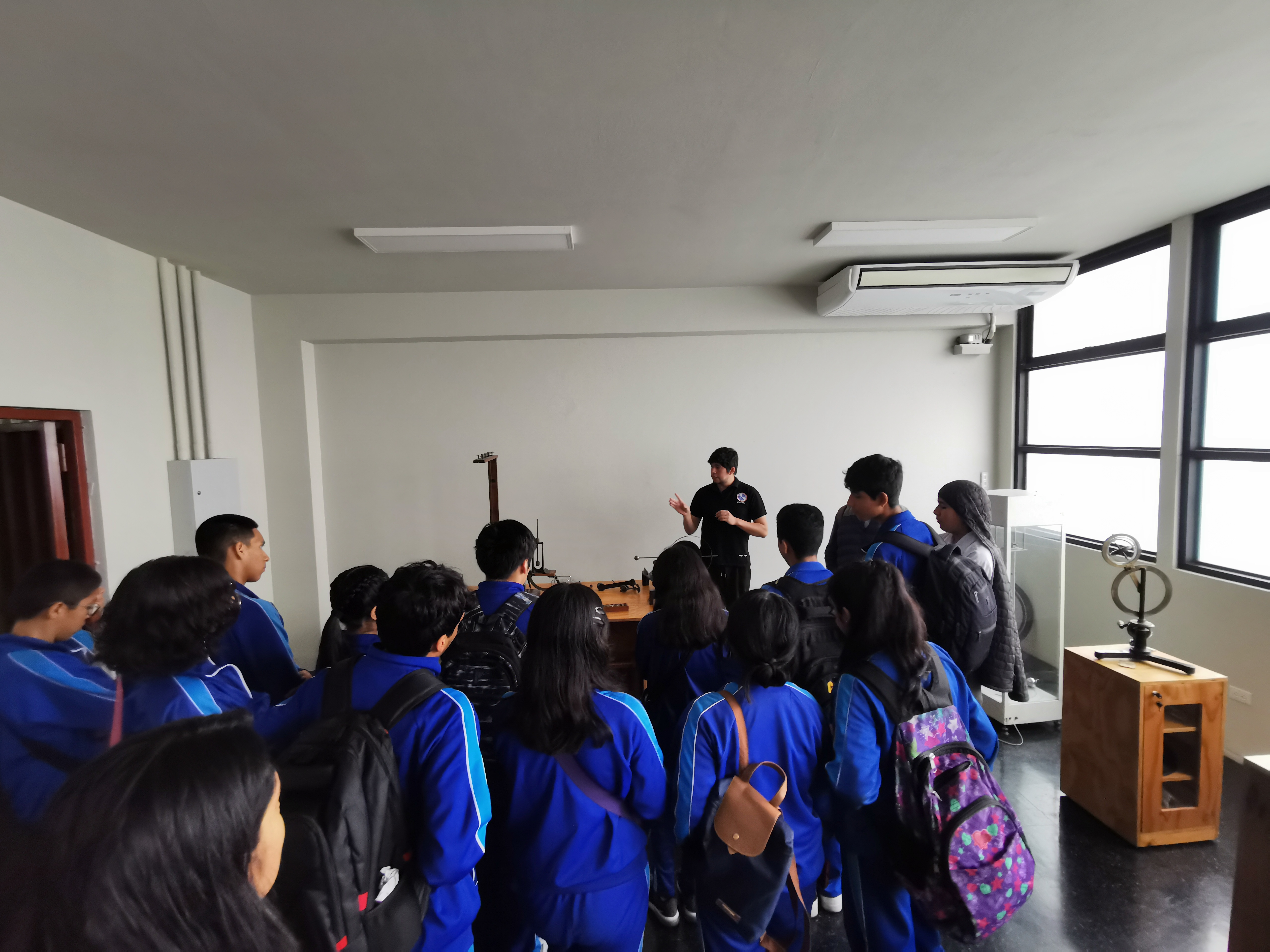
Exposición en el área de Mecánica, Calor y Ondas.

El movimiento de la materia posee diversas formas: mecánica electromagnética, etc. El tipo más simple de movimiento es el mecánico, pues sin conocimientos de mecánica es imposible estudiar las demás ramas de la física, dado que en casi todos los fenómenos físicos se percibe movimiento. Entre la gran variedad de equipos que se tiene en el área, el giroscopio es uno de los más completos en lo conceptual, su aplicación se da en los sistemas de navegación aéreo y marítimo, incluso, algunos fenómenos del movimiento de la tierra. La física asocia fluido a todo cuerpo que cambia de forma y/o volumen cuando es sometido a una fuerza; es importante diferenciar bien esta propiedad pues se suele pensar que el campo y el calor están en este contexto. Por ello es importante entender los principios que rigen el comportamiento de gases y líquidos, siendo la experimentación con los equipos la mejor forma de desarrollar conocimientos.

#### Calor y ondas
Esta área se centra en el estudio de la energía transferida entre dos cuerpos o dos partes de un mismo cuerpo en virtud de la diferencia de la temperatura. Es importante remarcar que un cuerpo no contiene calor, sino que sólo se denomina con este nombre a la energía en tránsito por causa de un desequilibrio térmico con respecto a la sección de ondas que son los modos de propagación de la energía en un medio o en el vacío, en virtud de las propiedades elásticas del medio o de las propiedades electromagnéticas en el espacio.  Esta área cuenta con diversos equipos para un estudio detallado del tema, que datan del siglo XIX, con algunos de los cuales se ha podido realizar actualmente pruebas que se acercan a resultados teóricos con gran precisión.

### Área de Electricidad y Magnetismo

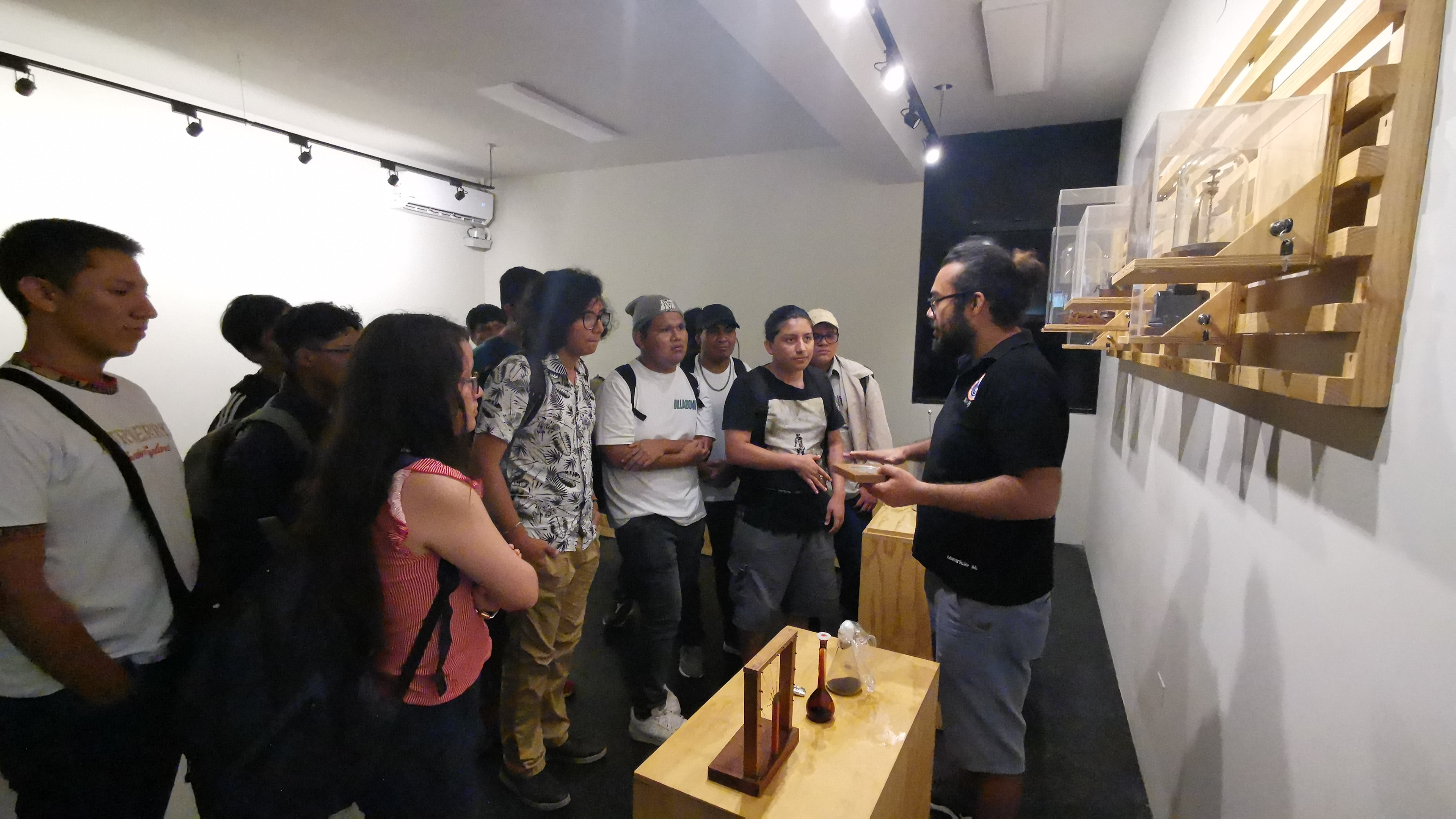
Exposición en el área de Electricidad y Magnetismo.

En la sección de electrostática se vislumbra aparatos como la Van Der Graaff. De forma metodológica se comienza con el estudio del potencial y campo eléctrico, posterior a ello entendemos la estrecha relación entre la electricidad y el magnetismo con la ayuda de experiencias como la realizada por Hans Ørsted y los experimentos de inducción de Lenz Faraday realizadas hace más de un siglo. Con ayuda del electromagnetismo se puede demostrar la existencia de los átomos, agentes que conforman la estructura del mundo. Una descarga en arco generada por un “carrete de Ruhmkorff” es útil para visualizar la existencia de los efectos del átomo.

### Área de Óptica y Física Moderna

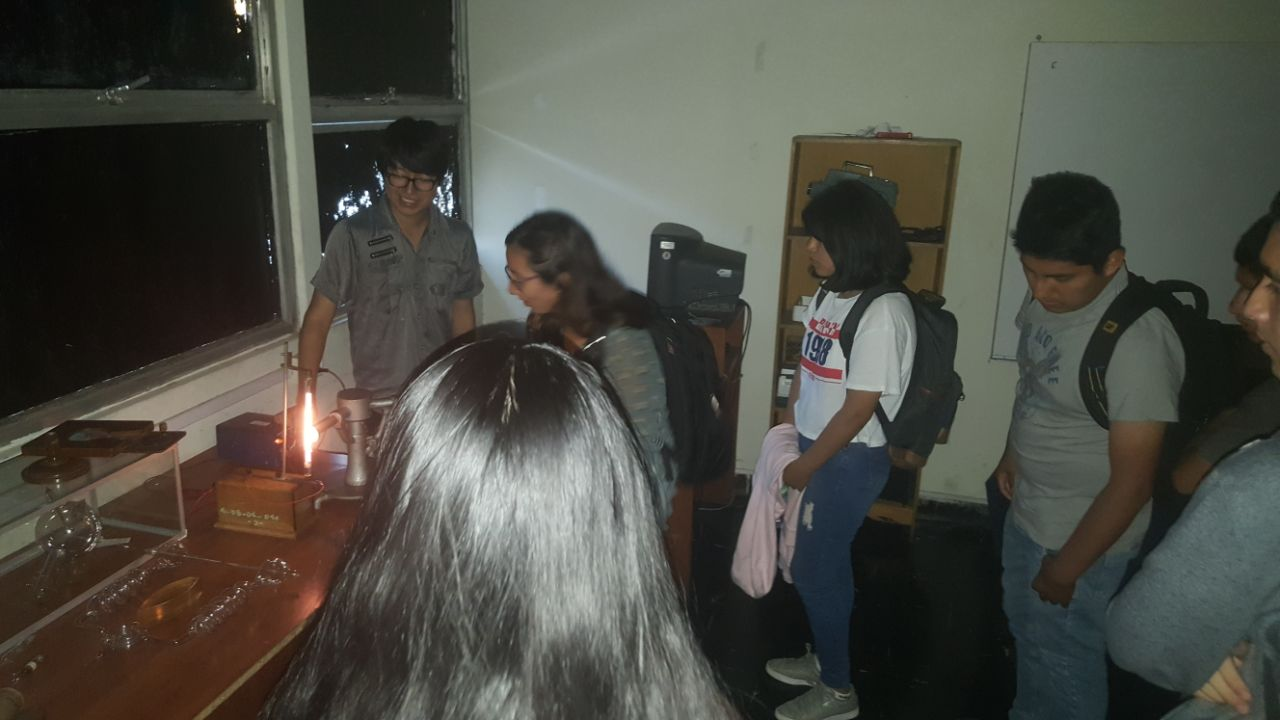
Exposición en el área de Óptica y Física Moderna.

Esta área cuenta con equipos clásicos para iniciar el estudio de algunos fenómenos en óptica y física moderna, en esta sección se realizan experimentos como al del efecto fotoeléctrico para interpretar el comportamiento cuántico de la energía y así poder entender porque los fenómenos atómicos no pueden ser explicados por la física clásica. Con ayuda de los experimentos de esta área se trata de comprender el mundo cuántico y como este escapa a toda lógica tradicional.